# Swellendam
Swellendam es una pequeña ciudad en la provincia Occidental del Cabo, en Sudáfrica. Tiene aproximadamente 30.000 residentes. La ciudad es la tercera población europea más antigua de Sudáfrica y por tanto se jacta de poseer finos ejemplos de arquitectura holandesa del Cabo.
A pocos kilómetros de la ciudad está el Parque Nacional Bontebok, donde los raros Bontebok (antílopes) próximos a su extinción fueron protegidos. La población aumentó de 17 individuos en 1931 a un número actualmente sustentable.
La ciudad está situada al pie de las Langeberg (Long mountains, largas montañas) donde hay varios buenos senderos para excursión, para 5 a 7 días de caminata.